# Sabah Szari’ati
Sabah Szari’ati (pers. صباح شریعتی; azer. Sabah Saleh oğlu Şəriəti; ur. 1 stycznia 1989 roku w Sanandadżu) – irański i azerski zapaśnik walczący w stylu klasycznym. Brązowy medalista olimpijski z Rio de Janeiro 2016 w kategorii 130 kg i piąty w Paryżu 2024 w tej samej wadze. 
Piąty na mistrzostwach świata w 2015. Wicemistrz igrzysk europejskich w 2015 i trzeci w 2019. Brązowy medalista Igrzysk Solidarności Islamskiej w 2017 i 2021. Srebrny medalista mistrzostw Europy w 2023. Pierwszy w Pucharze Świata w 2015; drugi w 2017 i 2022; trzeci w 2014. Mistrz Azerbejdżanu w 2014 roku.